# Zone of the Enders (jeu vidéo)
Zone of the Enders est un jeu vidéo d'action développé par Konami CE Japan, sorti en 2001 sur la console PlayStation 2. Le jeu a été dirigé par Noriaki Okamura et produit par Hideo Kojima.
Le jeu fait partie de l'univers fictionnel Zone of the Enders.

## Trame
L'histoire de Zone of the Enders se déroule au XXIIe siècle. L'humanité a colonisé la planète Mars ainsi que des satellites de Jupiter. La découverte sur Callisto d'un précieux minerai, le Metatron, a été le fondement de ce développement spatial. Cette expansion s'est accompagnée du développement des LEV (« Laborious Extra-orbital Vehicle »), des mechas utilisés à des fins industrielles ou militaires.
Avec le temps, le pouvoir terrien impose des lois de plus en plus restrictives envers les habitants des colonies, surnommés les « Enders » (« les habitants du bout du monde »). Des groupes d'activistes indépendantistes se constituent, au premier rang desquels se trouve l'armée de Bahram. Aux actions terroristes sanglantes, le pouvoir oppose une répression aveugle. Dans cette surenchère de violence, qui dépasse le clivage classique du bien et du mal, l'apparition de deux Orbital Frames[Quoi ?] va avoir un rôle décisif. Développées par Bahram et le NUT (« Nureidum Universal Technology ») sur la colonie d'Antilia (près de Jupiter), ces machines de guerre révolutionnaires sont fondées sur une exploitation avancée du Metatron. Informées du complot et conscientes de la menace représentée par les deux Orbital Frames, les Nations unies vont alors prendre le contrôle militaire de la colonie.
Quelques mois plus tard, prête à tout pour récupérer les machines, l'armée de Bahram lance une attaque massive sur la colonie. Surpris par les feux meurtriers qui s'abattent sur sa cité, le jeune Leo Stenbuck cherche un endroit pour se protéger. En se réfugiant dans un entrepôt, il fait la découverte d'un Orbital Frame, le Jehuty…

## Système de jeu
Le joueur dirige le Jehuty, un Orbital Frame à la pointe de la technologie. Le gameplay de Zone of the Enders est assez particulier. En effet, le jeu est composé de plusieurs zones de plus ou moins grande superficie dans lesquelles se déplacent des factions de un à quatre Raptors (Orbital Frames ennemis sans équipage). Les zones suivantes sont débloquées en exécutant tout ce qu'il y avait à faire dans les zones précédentes. Les objectifs sont variés : cela va du simple « nettoyage » de la zone vis-à-vis des ennemis à la confrontation avec un boss en passant par le secours des civils (en gros, nettoyer la zone en évitant de détruire les immeubles alentour). Mais, ce qu'il y a de plus surprenant, c'est la maniabilité du Jehuty. Ses déplacements se font quasi exclusivement dans les airs, ainsi que les combats. Le joystick gauche servant les déplacements horizontaux, triangle permettant de monter, et croix de descendre. Dès que les combats sont engagés, le système de verrouillage calque les déplacements du Jehuty sur l'axe de l'ennemi verrouillé. On participe à notre premier combat dès les premières secondes de jeu. Au début du jeu, l'arsenal de Jehuty est limité (Pistolet laser, Épée, et « Grab »), mais l'on acquiert vite d'autres armes, plus performantes, car les ennemis sont de plus en plus farouches. On peut citer entre autres des javelots énergétiques, une mitrailleuse laser, des sortes de grenades à faisceau ainsi qu'un immense rayon laser. Le « bestiaire » n'est pas extrêmement diversifié, mais les boss à la conception recherchée et gigantesque rattrapent la mise.
Les phases d'action sont très dynamiques, la prise en main est immédiate, ce qui rend les combats jouissifs compte tenu du fait que l'Orbital Frame est d'une puissance impressionnante. Il arrive que l'écran soit saturé d'ennemis et d'explosions, mais cela ne nuit jamais à la frénésie de l'action. Les phases de recherche d'un objet ou d'une clé permettent de souffler, car les combats sont intenses, en particulier contre les Boss.
Dès le début du jeu, Leo doit se battre contre Neith, un Orbital Frame similaire au sien piloté par Viola, une combattante dans l'armée de Bahram qui constitue un boss récurrent. Le but imposé à Leo est de transporter le Jehuty entier à travers la colonie en se battant pour survivre. Seulement voilà, Leo est un garçon non violent qui considère la vie humaine comme étant plus importante que tout, réaction qu'ADA, l'ordinateur de bord du Jehuty, ne comprend pas tout de suite étant donné qu'elle a été fabriquée pour le combat. Mais l'intérêt de Leo se manifestant de plus en plus souvent (mise en péril de la mission en se détournant de son objectif pour aller sauver une zone de la colonie attaquée par des Raptors et même prise de sa meilleure amie dans le cockpit pour sa sécurité), ADA se remet en cause et finit par comprendre le point de vue de Leo. Ainsi, alors qu'à la fin du jeu, quand Leo finit par avouer à ADA qu'il est réentré dans le Jehuty alors qu'il pouvait partir à la place parce qu'il se sentait utile aux commandes du Jehuty, ADA lui répond que sans Leo, elle n'aurait pas pu « survivre ». Après quoi, un Orbital Frame très impressionnant apparait derrière Jehuty et semble résonner avec ce dernier. ADA dira qu'il s'appelle Anubis et qu'il est un « autre Jehuty ». Le combat entre les deux Frames commence mais Jehuty ne parvient pas à assener un seul coup et doit fuir.

## Accueil
- Jeuxvideo.com : 15/20[1]